# کاپیواری دو سول
کاپیواری دو سول (به پرتغالی: Capivari do Sul) یک منطقهٔ مسکونی در برزیل است که در ریو گرانده جنوبی واقع شده‌است. کاپیواری دو سول ۴٬۷۲۸ نفر جمعیت دارد.